# Chenereilles (Haute-Loire)
Chenereilles é uma comuna francesa na região administrativa de Auvérnia-Ródano-Alpes, no departamento de Alto Loire. Estende-se por uma área de 14,47 km². Em 2010 a comuna tinha 327 habitantes (densidade: 22,6 hab./km²).